# Pirazinamidă
Pirazinamida este un antibiotic utilizat în tratamentul tuberculozei, de obicei în asociere cu rifampicină, izoniazidă și unul dintre următorii agenți: streptomicină sau etambutol. Calea de administrare disponibilă este cea orală.
Molecula a fost descoperită în anul 1936, dar a început să fie utilizată pe larg doar începând cu anul 1972. Se află pe lista medicamentelor esențiale ale Organizației Mondiale a Sănătății. Este disponibil sub formă de medicament generic.

## Utilizări medicale
Pirazinamida este utilizată în asociere cu alte antituberculoase (rifampicină, izoniazidă) în tratamentul infecțiilor cu Mycobacterium tuberculosis.

## Reacții adverse
Poate produce rar dureri articulare.